# ТЕЦ Кентау
43°31′14″ пн. ш. 68°33′41″ сх. д. / 43.52056° пн. ш. 68.56139° сх. д.
ТЕЦ Кентау — теплова електростанція на півдні Казахстану в місті Кентау. Певний час була відома як Кентауська ТЕЦ-5.
Кентауську ТЕЦ ввели в дію у 1934 році для обслуговування Ачісайського поліметалічного комбінату. Її перша черга мала два парові котли та потужність у 2,5 МВт. В 1936-му ввели другу чергу, а загальна потужність станції того десятиліття досягнула 5,5 МВт.
З 1951 по 1958 роки тут спорудили другу чергу, яка включила дев'ять парових котлів виробництва Таганрозького котельного заводу — один типу ТП-30 продуктивністю 30 тонн пари на годину (станційний номер 4), два типу ТП-35 з показником по 35 тонн пари на годину (станційні номери 5 та 6) і шість ТП-35-у з все тією ж продуктивністю у 35 тонн (номери 7 — 12). Крім того, запустили три парові турбіни, серед яких була введена в 1952-му турбіна від шведської компанії De Laval типу П-5-35/5,5 потужністю 5 МВт (станційний номер 4, працювала разом з генератором тієї ж De Laval) та запущена в 1958-му турбіна чеського Брненського машинобудівного заводу типу П-8-35/0,58 потужністю 8 МВт (станційний номер 6, мала генератор від Skoda). Крім того, в 1959-му турбіну № 3 поміняли на агрегат Брянського машинобудівного заводу типу ПР-5-35/10/1,2 потужністю 3 МВт у парі з яким йшов генератор Харківського електромеханічного заводу.
В 1973-му ТЕЦ доповнили одним водогрійним котлом від Дорогобузького котельного заводу типу ПТВМ-50 продуктивністю 50 Гкал/год.
У 1990-х роках Ачісайський комбінат закрився, а ТЕЦ потрапила у скрутне становище. З 1998 по 2007 роки вона взагалі не працювала.
Отримавши фінансування на відновлення роботу ТЕЦ замовила в китайської компанії нову турбіну та перерахувала за неї 50 % передоплати, проте постачальник не виконав зобов'язання. Станом на 2010-й рік за ТЕЦ рахувались лише дві турбіни зі станційними номерами 4 та 6. Втім, також є відомості, що в якийсь момент на ТЕЦ з'явилась турбіна типу ПР-10-35/2,5 потужністю 10 МВт зі станційним номером 7.
Станом на 2023 рік знос обладнання ТЕЦ досягнув 92,7 %. За нею ще рахувалось вісім парових котлів зі станційними номерами від 5 до 12 (з яких працювало чотири та два рахувались у резерві), а також дві турбіни, з яких працювала лише одна, яка забезпечувала 5,5 МВт для власних потреб станції. Протягом років Кентауська ТЕЦ працювала з підвищеною аварійністю, що призводило до відключень опалення у суворий зимовий період та змушувало втручатись центральну владу.
ТЕЦ спорудили з розрахунку на використання вугілля Майкубенського родовища. В 2020-х роках обговорюється проект її переведення на використання блакитного палива, яке надходить до Кентау по спорудженому наприкінці 2010-х відгалуженню від газопроводу Бейнеу — Шимкент. Переведення на газ дозволило б, зокрема, скоротити витрати на транспортування вугілля, яке доправляється автомашинами від розташованої за 40 км залізничної станції Туркестан (залізничне відгалуження до ТЕЦ від лінії Туркестан — Кентау було розібране на брухт).
Для видалення продуктів згоряння парових котлів використовують димар висотою 65 метрів. Водогрійний котел мав димар заввишки 39 метрів.